# Крымскорозовский сельский совет
Крымскорозовский сельский совет (укр. Кримськорозівська сільська рада, крымскотат. Крымская Роза кой шурасы) — административно-территориальная единица в Белогорском районе в составе АР Крым Украины (фактически до 2014 года), ранее до 1991 года — в  составе Крымской области УССР в СССР.
Население по переписи 2001 года составляло 1990 человек.
В состав сельсовета к 2014 году входило 2 села:
- Крымская Роза
- Вишнёвое

Территория сельсовета находится в северном предгорье Внутренней Крымских гор, в долине ручья Монтанай — правого притока реки Зуя, в части собственно Зуйской долины, у шоссе Р-23 Симферополь — Феодосия.

## История
Крымскорозовский сельсовет образован в Белогорском районе в составе Крымской области УССР СССР 5 июня 1990 года выделением из Зуйского поссовета двух населённых пунктов. С 12 февраля 1991 года сельсовет в восстановленной Крымской АССР, 26 февраля 1992 года переименованной в Автономную Республику Крым
С 21 марта 2014 года в составе Крыма аннексирован Россией.
С 2014 года на месте сельсовета находится Крымскорозовское сельское поселение Республики Крым.